# Senecio ampullaceus
Senecio ampullaceus là một loài thực vật có hoa trong họ Cúc. Loài này được Hook. miêu tả khoa học đầu tiên năm 1836.